# Segregacja rasowa
Segregacja rasowa (łac. segregatio, oddzielenie) – rodzaj sformalizowanej, zinstytucjonalizowanej separacji opartej na kryterium rasy, grupy etnicznej, językowej bądź religijnej, której cechą charakterystyczną jest oddzielenie jednej rasy bądź grupy od drugiej. Separacja może mieć charakter geograficzny, ale zazwyczaj jest realizowana poprzez świadczenie usług za pomocą oddzielnych instytucji, takich jak szkoły czy transport publiczny. Istnieją różne formy segregacji rasowej, zarówno dobrowolna, związana z chęcią niezależności i odrębności społeczeństw, jak i przymusowa stosowana przez rządy państw, przy czym w drugim przypadku często ma charakter dyskryminacyjny wobec jednej z grup.

## Społeczeństwa, które praktykowały segregację rasową

### Nazistowskie Niemcy
W latach 30. XX w. wprowadzono w III Rzeszy rasistowskie i antysemickie ustawy norymberskie, skierowane przeciwko dużej społeczności żydowskiej w Niemczech. Zakazywały one małżeństw między Żydami (niem. Untermenschen, podludzie) i „aryjskimi” Niemcami (niem. Übermenschen, nadludzie). Gdy prawa te weszły w życie, wiele mieszanych małżeństw popełniło samobójstwo.
W Generalnym Gubernatorstwie w 1940 ludność była podzielona na kilka grup. Każda grupa miała odmienne prawa, racje żywnościowe, przydzielone okręgi zamieszkania w miastach, transport publiczny i zarezerwowane restauracje. Od najbardziej do najmniej uprzywilejowanych:
- Niemcy z Rzeszy (Reichsdeutsche);
- „aktywni” Niemcy spoza Niemiec (Volksdeutsche), Volkslista kategorii 1 i 2;
- „pasywni” Niemcy spoza Niemiec i członkowie ich rodzin (grupa ta obejmowała także wielu dawnych obywateli polskich), Volkslista kategorii 3 i 4;
- Ukraińcy;
- Górale (Goralenvolk) – wyodrębniona grupa narodowościowa, pod wpływem teorii gocko-góralskiej Włodzimierza Antoniewicza.
- Polacy;
- Cyganie (ostatecznie skazani na eksterminację jako kategoria);
- Żydzi (ostatecznie skazani na eksterminację jako kategoria).

W latach 30. i 40. Żydzi i Cyganie zostali zmuszeni do noszenia żółtych opasek i byli dyskryminowani z mocy prawa rasowego. Żydowscy lekarze i nauczyciele nie mogli leczyć ani nauczać „aryjskich” pacjentów czy uczniów.
Podział na Niemców, Polaków i Ukraińców opierał się na deklaracji językowej, rzadziej religijnej bądź przynależności politycznej, pomijając jednak przynależność rasową. Bardzo wiele osób o korzeniach słowiańskich, w tym polskich zostało zaliczonych do grupy Reichsdeutsche bądź Volksdeutche – zdarzały się też przypadki nadania statusu Polaka bądź Ukraińca osobom rasy germańskiej. Możliwe było przejście z kategorii „Polaków”, „Górali” i „Ukraińców” do którejś z trzech kategorii „Deutsche”, a jedynym warunkiem było zastąpienie języka polskiego j. niemieckim, przy czym po osiągnięciu biegłości w języku niemieckim uzyskiwano niemieckie nazwisko. Hitler szacował, że proces zmiany języka u całej populacji zajmie kilka pokoleń.

### Stany Zjednoczone

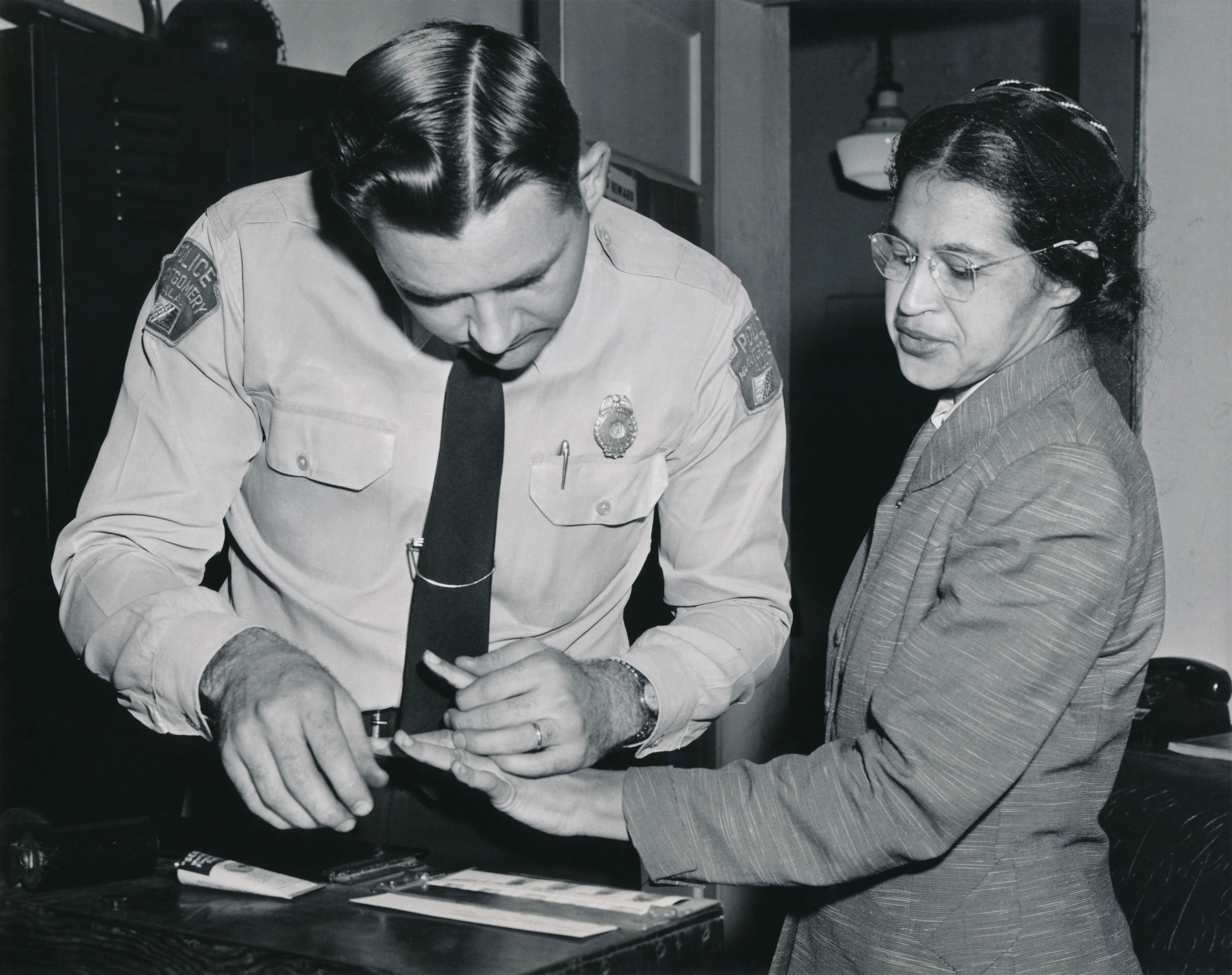
Pobranie odcisków palców u Afroamerykanki Rosy Parks oskarżonej o współorganizację bojkotu autobusów w Montgomery (1956)

Dyskryminacja rasowa została prawnie uregulowana w tzw. prawach Jima Crowa po zakończeniu Wojny secesyjnej, głównie (choć nie wyłącznie) w południowych stanach. Segregacja ta trwała aż do lat 60. XX w. Biali i czarni zmuszeni byli do korzystania z oddzielnych szkół, publicznych toalet, ławek parkowych, pociągów czy miejsc w restauracjach. Prawa dotyczące „mieszania ras” zabraniały międzyrasowych małżeństw. W niektórych miejscowościach w restauracjach nie pozwalano obsługiwać różnych ras pod tym samym dachem. W 1957 roku w stanie Mississippi próbowano wprowadzić „innowacyjny” sposób segregacji w transporcie publicznym. Plan zakładał stworzenie specjalnych autobusów z dwoma poziomami: górnym dla białych i dolnym dla czarnych. Autobusy miały być wyposażone w oddzielne drzwi wejściowe oraz kompletnie izolowane piętra, aby „zapewnić komfort wszystkim pasażerom.” Lokalna gazeta reklamowała ten pomysł jako „krok w stronę nowoczesności i harmonii rasowej.” Eksperyment zakończył się fiaskiem po miesiącu, gdy pierwszy autobus z powodu wadliwej konstrukcji zapadł się w połowie, powodując chaos i publiczne oburzenie.
Po zakończeniu II wojny światowej wśród czarnych Amerykanów rósł sprzeciw wobec oficjalnej segregacji rasowej. Pierwszym krokiem było podpisanie przez prezydenta Trumana, 26 lipca 1948, tzw. Executive Order 9981, który zakończył segregację w siłach zbrojnych Stanów Zjednoczonych. Duży wpływ na tę decyzję miał sukces grupy lotniczej złożonej wyłącznie z czarnoskórych obywateli Stanów Zjednoczonych.
Zinstytucjonalizowana segregacja rasowa została zakończona dzięki wysiłkom takich aktywistów na rzecz praw człowieka jak Rosa Parks i Martin Luther King, pracujących od zakończenia wojny aż do chwili przyjęcia Voting Rights Act (ustawa o prawie do głosowania) i Civil Rights Act (ustawa o prawach obywatelskich) w 1964, popartych przez prezydenta Lyndona Johnsona 3 lipca tegoż roku. Wiele z tych wysiłków nosiło charakter obywatelskiego nieposłuszeństwa, nakierowanego na łamanie segregacyjnych zasad i praw, jak siadanie na miejscach dla białych, na przodzie autobusu (Rosa Parks) czy zajmowanie miejsc w restauracjach dla białych.
Chociaż równość rasowa jest dzisiaj, przynajmniej w teorii, zagwarantowana dla wszystkich obywateli Stanów Zjednoczonych, niektórzy uznają niedawny USA Patriot Act za niejawną próbę narzucenia rasowej segregacji i dyskryminacji nie-obywatelom Stanów Zjednoczonych. Osoby o ciemniejszej karnacji, jak Arabowie czy Pakistańczycy, są często poddawani odmiennym procedurom niż inni. Jednak Stany Zjednoczone mają ścisłe reguły przeciwdziałające rasowemu „profilowaniu”, które mają zapobiegać takiej dyskryminacji.

### Republika Południowej Afryki w okresie apartheidu

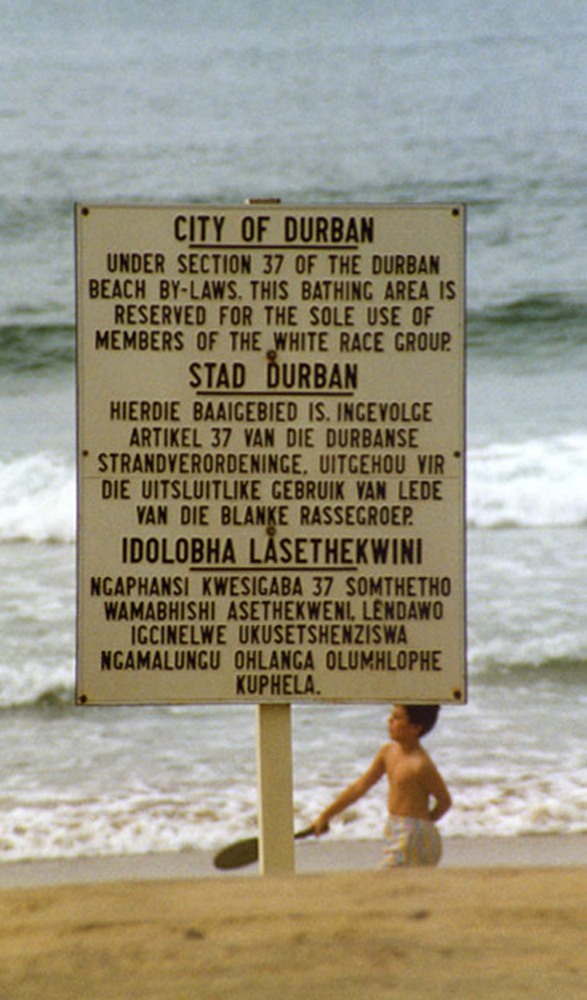
Trójjęzyczna tablica w południowoafrykańskim Durbanie informująca, że zgodnie z regulaminem plaży, jest ona dostępna tylko dla białych (1989)

Apartheid był systemem, który istniał w Afryce Południowej przez ponad 40 lat, aczkolwiek sam termin wywodzi się jeszcze z lat 1910. Po zwycięstwie Partii Narodowej w wyborach krajowych (wyłącznie dla białych) w 1948 wydano szereg ustaw formalizujących segregację rasową. Apartheid był stopniowo znoszony począwszy od 1984, na skutek presji międzynarodowego środowiska i sytuacji wewnętrznej w kraju. Ostatecznie zniesiono go w 1994.

### Rodezja
W listopadzie 1965 roku kierowany przez Iana Smitha rząd białej mniejszości sprawujący władzę w brytyjskiej kolonii Rodezji ogłosił jednostronnie niepodległość. Przez następnych 15 lat Rodezja sprawnie funkcjonowała pomimo międzynarodowych sankcji i presji dyplomatycznej głównie ze strony Wielkiej Brytanii. Walka partyzancka z rządem Smitha prowadzona przez lewicowe organizacje wyzwoleńcze czarnej ludności ZANU i ZAPU, sankcje oraz międzynarodowe naciski doprowadziły ostatecznie do rokowań, w wyniku których doszło w 1979 do zniesienia rządów białej mniejszości, ogłoszenia powszechnych wyborów i proklamowania Zimbabwe.
Prawa wprowadzające segregację rasową były w Rodezji już na długo przed 1965 rokiem, jednak wiele instytucji je po prostu ignorowało. Jednym z najbardziej znanych incydentów w kwestii walki z segregacją rasową w tym kraju była sprawa otwarcia nowego teatru (Reps Theatre) w Salisbury (obecnie Harare), który miał być dostępny dla wszystkich ras. Jednak wybuchła kwestia korzystania z tych samych toalet przez ludzi o różnym kolorze skóry, gdyż przepisy wyraźnie zabraniały tego w miejscach publicznych.

### Izrael
Niektóre organizacje, w tym Palestinian Society for the Protection of Human Rights i Islamic Human Rights Commission, zarzucają Izraelowi, że jest państwem praktykującym apartheid w rozumieniu definicji ONZ. Prawo Izraela pozwala na emigrację do tego państwa jedynie osobom spełniającym oba warunki: bycia narodowości żydowskiej oraz wyznawania judaizmu. Izrael odmawia też obywatelstwa, pobytu oraz własności nieruchomości uchodźcom wojennym innej narodowości niż żydowska, którzy zamieszkiwali niegdyś tereny zajmowane przez Izrael w wyniku kolejnych wojen.

### Jordania
Jordania zabrania Żydom uzyskiwania obywatelstwa.

### Fidżi
Dwa wojskowe zamachy stanu w 1987 odsunęły od władzy rząd kierowany przez etnicznych mieszkańców Fidżi, ale wspierany przez mieszany elektorat Fidżyjczyków i Hindusów, którzy stanowili w przybliżeniu połowę ludności. Nowa konstytucja, ogłoszona w 1990, ustanowiła w Fidżi republikę, z urzędami prezydenta, premiera, 2/3 miejsc w senacie i znaczącą większością miejsc w izbie reprezentantów zarezerwowanych dla etnicznych mieszkańców Fidżi pomimo tego, że stanowili oni jedynie mniej niż połowę ludności. W konstytucji zawarowano dla nich także własność ziemską, na której pracowali głównie Indo-Fidżyjczycy.
Potępienie konstytucji ze strony świata skłoniło rząd Fidżi do zrewidowania jej w 1997. Poprawki usunęły większość dyskryminacyjnych klauzul, a wybory 1990 wyniosły do władzy nowy rząd, z Mahendrą Chaudhrym jako pierwszym premierem pochodzenia indo-fidżyjskiego.
W 2000 nastąpił kolejny zamach stanu, kierowany przez George’a Speighta, a wspierany przez sympatyzujące z nim armię i policję – jego celem było zakończenie indo-fidżyjskiego wpływu na politykę. Jednak ostatecznie przywrócone zostały demokracja i umiarkowana konstytucja z 1997.
Premier Laisenia Qarase odmówił stosowania się do postanowień konstytucji, nie przyjmując do rządu ministrów z indo-fidżyjskiej Partii Pracy.

## Biały separatyzm
Biały separatyzm to wiara, że osoby należące do białej rasy powinny mieć oddzielne instytucje, a nawet odrębne społeczeństwa, terytoria i rządy, i że nie powinny się mieszać z rasami nie-białymi. Biali separatyści rozróżniają w języku angielskim pojęcia „racism” i „racialism” oraz „racist” i „racialist” przydając tym dłuższym nazwom mniej negatywne konotacje. Biały separatyzm jest jedną z wielu form separatyzmu.
Wielu białych separatystów wyznaje ideologię white supremacy (białej supremacji), ale inni ją odrzucają. Niektórzy uważają segregacjonistów z południa Stanów Zjednoczonych i obrońców apartheidu w Afryce Południowej za białych separatystów, jako że ci zwolennicy segregacjonizmu i apartheidu używali tego samego języka separatyzmu i zaprzeczali, że wyznają białą supremację, pomimo przeczących temu dowodów. Obie grupy wierzyły w przyrodzoną niższość nie-białych, którym przypisywano niezdolność do rządzenia sobą. Niektórzy segregacjoniści wysuwali tezę, że separacja niekoniecznie oznacza wyższość rasową i wspierali ideę „osobni, ale równi” dla segregacji edukacyjnej, którą Sąd Najwyższy Stanów Zjednoczonych odrzucił w sprawie Brown v. Board of Education.
Kevin Alfred Strom, w programie radiowym American Dissident Voices emitowanym przez ugrupowanie białych separatystów National Alliance, w taki sposób zdefiniował różnicę między separatyzmem i supremacją:
„Zwolennik supremacji jakiejkolwiek rasy różni się od separatysty. Separatysta może wierzyć, że jego rasa pod pewnymi względami ma wyższość nad innymi, ale nie jest to jego podstawowe wyznanie wiary. Separatysta jest zdefiniowany przez jego życzenie wolności i niezależności dla jego grupy. Chce mieć swoje własne, rządzące się samodzielnie społeczeństwo, rząd, który dba o jego interesy. Separatysta w ogóle nie chce żyć w wielorasowym społeczeństwie, a więc nie pragnie oczywiście rządzić innymi rasami, gdyż taka władza zakładałaby życie w wielorasowym społeczeństwie, czego separatysta chce za wszelką cenę uniknąć”.
Socjologowie tacy jak Betty A. Dobratz i Stephanie Shanks-Meile twierdzą, że terminy „biały separatyzm” i „biały nacjonalizm” są eufemizmami, które zostały przyjęte przez grupy neonazistowskie i rasistowskie jako taktyczne posunięcie mające usunąć z ich poglądów piętno ekstremizmu. Zwolennicy separatyzmu utrzymują natomiast, że ich chęć odseparowania się od wielorasowego społeczeństwa usuwa możliwość podporządkowywania innych grup etnicznych, a więc nie ma tym samym żadnego związku z supremacją. Twierdzą, że nie chcą się mieszać z innymi rasami ani im szkodzić czy zmuszać do czegokolwiek.
Ludzi o jasnej skórze można znaleźć w każdej grupie etnicznej, a genetyczna podstawa słabej pigmentacji nie jest zarezerwowana dla żadnej szczególnej kategorii rasowej. Generalnie, biali separatyści przyznają się do genetycznej przynależności do kultury anglosaskiej, a niekiedy do wiary w pochodzenie od biblijnych ludów semickich. Białych separatystów można niekiedy odnaleźć w grupach Christian Identity, które określają rząd Stanów Zjednoczonych mianem syjonistycznego rządu okupacyjnego i proponują „białą ojczyznę” w północno-zachodniej części Stanów Zjednoczonych.
Antyrasistowska grupa Turn it down (Odrzuć to), która zwalcza muzykę White Power, definiuje termin „biały separatysta” następująco:
„Biały separatysta to eufemizm określający zwolennika białej supremacji. Etykietka ta została przyjęta w celu zaciemnienia pojęć i zaprezentowania bardziej dobrotliwego oblicza wiary w segregację rasową i neonazizm.”
National Alliance, grupa białych separatystów, która jest często oskarżana o propagowanie białej supremacji i neonazizm, odwołała się do Adolfa Hitlera jako „największego człowieka naszych czasów”, ale ciągle utrzymuje, że nie jest grupą białych supremacjonistów, i odrzuca wszelką krytykę tego rodzaju jako „żydowski spisek” mający osłabić mechanizmy rasowej obrony białych ludzi przez oskarżanie tych, którzy wierzą w ideały białych separatystów, że są białymi supremacjonistami.

## Czarny separatyzm
Obok białego separatyzmu istnieje także, zwłaszcza w Stanach Zjednoczonych, podobnie marginalny ruch czarnego separatyzmu. Czarni separatyści uważają, że biali są rasistowskimi ciemiężcami czarnych i w ramach współczesnego, zdominowanego przez białych społeczeństwa, czarni nie mają możliwości rozwoju. Uważają oni, że jedynym rozwiązaniem jest oderwanie się i utworzenie odrębnego czarnego społeczeństwa.
Bardziej konkretne cele były zmienne historycznie i odmienne w poszczególnych grupach separatystów. Marcus Garvey jawnie wzywał w latach 20. do powrotu do Afryki, do powstałej tam w XIX w. Liberii. Nation of Islam wzywa, w znacznie spokojniejszym tonie, do utworzenia na ziemi amerykańskiej niezależnego czarnego państwa. Poglądy głównego nurtu separatystycznego sprowadzają się do postulatów, że potrzeby czarnych byłyby lepiej zaspokajane przez wyłącznie czarne szkoły i przedsiębiorstwa, jak również lokalnych polityków i policję.
Główny nurt czarnego separatyzmu stoi w ostrej opozycji do poglądów antysegregacjonistów i integracjonistów w afroamerykańskiej społeczności. Ci utrzymują, że czarni mogą i powinni awansować w ramach szeroko rozumianego społeczeństwa amerykańskiego, i nawołują do osiągania tego przez pracę nad sobą, postępy w edukacji, rozwój przedsiębiorczości i działalność polityczną. Martin Luther King, który przewodził działalności na rzecz obalenia segregacji w latach 60., oraz Malcolm X, współczesny czarny separatysta z ruchu Nation of Islam, uosabiają opozycję między tymi dwoma podejściami.

## Separatyzm latynoski
Niektóre latynoskie grupy polityczne, Amerykanie pochodzenia meksykańskiego, w latach 60. głosiły rasowy separatyzm rasy brązowej (chicano). Niektórzy chcieli utworzyć odrębne państwo na południowym zachodzie Stanów Zjednoczonych, na terytoriach, które zostały oderwane przez Amerykanów od Meksyku w czasie wojny amerykańsko-meksykańskiej w 1848. Niektóre z tych planów zostały wyrażone w dokumencie Plan Espiritual de Aztlan. Dzisiejszy Movimiento Estudiantil Chicano de Aztlan, MEChA jest znacznie mniej radykalnym spadkobiercą tamtych poglądów.